# Chandata tridentata
Chandata tridentata är en fjärilsart som beskrevs av Yoshimoto 1982. Chandata tridentata ingår i släktet Chandata och familjen nattflyn. Inga underarter finns listade i Catalogue of Life.